# Pra Tocar no Manto (canção)
"Pra Tocar no Manto" é uma canção gravada pela banda cristã brasileira Trazendo a Arca, registrada no álbum de nome homônimo, lançado em junho de 2009. Foi escrita unicamente por Luiz Arcanjo, vocalista da banda e interpretada por Davi Sacer, na época integrante e um dos vocalistas do grupo. A canção foi divulgada pela banda um mês antes de seu lançamento, com algumas diferenças em relação à versão final, e teve um desempenho relativo.
Sua melodia inicia-se com a lenta condução de cordas e de um piano, trazendo um clima intimista. Junto com uma captação de vozes, Davi Sacer inicia a canção cantando seu refrão. Após isso, a bateria e um violão entram na canção, que mais tarde segue em solos de guitarra.
Sua letra narra a passagem bíblica de uma mulher com um fluxo de sangue, que tocou na orla da roupa (manto) de Jesus, e através do toque tal mulher ficou curada. A frase "O que se quebranta e se lança até o chão recebe a cura e a virtude de Jesus" resume a mensagem da canção.
"Pra Tocar no Manto" foi regravada pelo grupo no DVD e CD ao vivo Live in Orlando, gravado e lançado em 2011, sido interpretada por Luiz Arcanjo.

## Créditos
Créditos adaptados do encarte de Pra Tocar no Manto:
Banda
- Davi Sacer - Vocal
- Luiz Arcanjo - Vocal de apoio e composição
- Verônica Sacer - Vocal de apoio
- Ronald Fonseca - Piano, produção musical, arranjos
- Deco Rodrigues - Baixo
- André Mattos - Bateria
- Isaac Ramos - Guitarra e violão